# Марина Јовићевић
Марина Јовићевић (Београд, 1969) је српска англицисткиња, дипломата, филолог и политиколог. Тренутна је амбасадорка Србије у Бриселу (Краљевина Белгија).
Основно и средњошколско образовање је стекла у Београду. Године 1995. је дипломирала енглески језик и књижевност на Филолошком факултету Универзитета у Београду. Године 2003. је завршила Дипломатску академију Министарства спољних послова СРЈ. Исте године је одбранила магистарки рад на Катедри за библиотекарство и информатику Филолошког факултета у Београду. Године 2008. је положила саветнички испит у Министарству спољних послова Републике Србије, а 2014. је докторирала на Факултету политичких наука у Београду на тему „Регионална и европска сарадња - модел сарадње нордијских земаља”. Удата је и има троје деце. Течно говори енглески, а служи се и немачким језиком.

## Курсеви и семинари
Завршила је виши курс за људска права на Институту за људска права „Раул Валенберг” у шведском граду Лунду. Завршила је и курс о преговарању на Америчком институту за мир у Суботици. Прошла је и кроз програм Венецијанске комисије у Трсту, Италија на тему „Заштита људских права у системима УН, Савета Европе, ОЕБС-а и ЕУ”. Боравила је и у студијској посети САД-у у оквиру Међународног програма размене за лидере (IVLP) у Стејт департменту САД-а.

## Научно-истраживачки рад
Аутор је „Програма обука: јачање лидерских вештина у јавној управи” који је објављен у оквиру научних и стручних радова Академије PwC у Београду. У оквиру зборника радова „Србија у југоисточној Европи” ,који су приредили Драган Ђукановић и Владимир Трапара 2013. године у заједничком издању београдског Института за међународну политику у привреди и Фондације „Ханс Зејдел” из Минхена, изашао је њен рад под називом „Регионална сарадња нордијских земаља као модел за државе југоисточне Европе”. Њен рад на тему „Модел нордијског регионализма” је објављен у часопису The Review of International Affairs у јуну 2014. Годину дана касније у издању Службеног гласника је објављен рад „Модел сарадње нордијских земаља”. Исте 2015. године у часопису „Међународна политика” излази чланак „Регионална сарадња на Балкану, од деведесетих до данас - утицај Европске уније”. Године 2016. њен рад на тему „Србија и заједничка спољна и безбедносна политика” изашао је у зборнику радова „Заједничка спољна и безбедносна политика Европске уније: Актуелни изазови” који су приредили Миша Ђурковић и Милан Игрутиновић, а издао Институт за европске студије у Београду.

## Рад у просвети и науци
Од 1994. до 1995. је радила као професорка енглеског језика у Средњој школи „Никола Тесла” у Београду. Потом је од 1996. до 2002. радила као самостални истраживач на Институту за научне информације ВМА.

## Дипломатска каријера
Радни однос у Министарству спољних послова СРЈ заснива 2002. године. Први посао јој је био на месту првог секретара Дирекције за ОЕБС и Савет Европе. Године 2003. је постављена за првог секретара Амбасаде у Копенхагену СЦГ. Године 2005. постаје отправник послова у Данској СЦГ. Годину дана касније долази до распада СЦГ, а она остаје отправник послова српске амбасаде у Данској до 2007. Године 2008. је именована за директора Дирекције за регионалне иницијативе МСП Србије (на ком остаје до 2009) у својству првог саветника. Исте године постаје и национални координатор за Процес сарадње у југоисточној Европи и Централно-европску иницијативу Републике Србије (до 2009), национални координатор за Савет за регионалну сарадњу Републике Србије (до 2010) и члан Савета за европске интеграције Републике Србије до 2011. Од 2009. до 2010. је предавала на Дипломатској академији МСП-а Србије. Од 2009. до 2011. је била шеф Сектора за Европску унију и помоћник министра спољних послова Вука Јеремића. Од 2011. до 2014. је била генерални конзул Републике Србије у Црној Гори, у Херцег Новом. Од 2014. до 2015. је била на неколико функција при Министарству спољних послова у Београду. У том периоду је истовремено била координатор Сектора за Европску унију МСП-а у рангу министар-саветник, координатор за стручну редактуру МСП-а, као и координатор Мреже сарадње министарстава спољних послова у југоисточној Европи у оквиру пројекта Агенције за међународни развој СР Немачке (ГИЗ). Од 2015. до 2017. се поново истовремено налазила на неколико функција у министарству: шеф Сектора за Европску унију и вршилац дужности помоћника првог потпредседника Владе и министра спољних послова Ивице Дачића, национални координатор за Процес сарадње у југоисточној Европи Републике Србије, као и заменик председника Преговарачке групе 31 за спољну, безбедносну и одбрамбену политику Координационог тела за процес приступања Европској унији Републике Србије. Од 2016. до 2017. је поновно била предавач на Дипломатској академији.
Године 2017. је постављена за амбасадора у Белгији. Поред Белгије, она је и нерезиденцијални амбасадор наше земље у Луксембургу.